# Hijaz-jernbanen
Hijaz-jernbanen (tyrkisk: Hicaz Demiryolu) var en smalsporet jernbanelinje, som gik fra Damaskus til Medina med et sidespor til Haifa. Den blev bygget fra 1900 til 1908. Den gik igennem Hijaz-regionen i nutidens Saudi-Arabien. Linjen var planlagt helt til Mekka, men nåede kun frem til Medina før udbruddet af 1. verdenskrig.
Linjen blev bygget for at skabe kontakt fra Det osmanniske riges hovedstad i Konstantinopel til Hijaz i Arabien, som fører til nogen af Islams helligste steder. Linjen skulle også forbedre kommunikationen mellem hovedstaden og de fjerne arabiske provinser og for at transportere tropper i tilfælde af krig.